# Rolls-Royce Marine Power Operations
Rolls-Royce Marine Power Operations Limited, è una sussidiaria di Rolls-Royce plc, che opera nel settore nucleare e con una sede a Raynesway in Derby, UK.
Il sito fu autorizzato nell'agosto 1960 per il processazione di uranio e la produzione dei core del Rolls-Royce PWR nuclear reactor per i sottomarini della Royal Navy come la Classe Astute.
Il Neptune/Radioactive Components Facility Site fu autorizzato nel novembre 1961 e ospita il Neptune test reactor per condurre esperimenti sui noccioli.
Fu creato come joint company nel 1954 con il nome di Rolls-Royce and Associates; le associate erano Vickers, Foster Wheeler e più tardi Babcock & Wilcox. Cambiò il nome il 15 gennaio 1999 in Rolls-Royce Marine Power Operations Limited e parte di Rolls-Royce plc.